# Стівен Лісбергер
Стівен М. Лісбергер (народився 24 квітня 1951 року) — американський кінорежисер, продюсер і сценарист. Найбільш відомий як автор сценарію та режисер фільму «Трон» (1982 року).

## Ранні роки та освіта
Стівен Лісбергер народився у 1951 році в Нью-Йорку, а виріс у місті Гейзлтон, штат Пенсильванія. Говорячи про своє етнічне походження, він зазначив, що його батько був євреєм, а з боку матері сім'я була наполовину єврейською, наполовину християнською, обидві частини німецького походження. Лісбергер навчався у школі The Hill School в Поттстауні, а потім у Університеті Тафтса. У 1973 році він закінчив Школу музею образотворчих мистецтв у Бостоні, штат Массачусетс.

## Кар'єра
Під час навчання в Університеті Тафтса Стівен Лісбергер разом із п'ятьма колегами заснував Lisberger Studios. Їхнім першим помітним проєктом став анімаційний фільм Cosmic Cartoon, який у 1973 році отримав номінацію на премію Студентської академії. У 1977 році він також увійшов до національного антологійного фільму Fantastic Animation Festival. Через свою компанію Lisberger Studios Лісбергер займався виробництвом рекламних роликів, заставок і сегментів для таких програм, як Make a Wish і Rebop.
У 1978 році, переїхавши до Венеції, штат Каліфорнія, Лісбергер разом із бізнес-партнером Дональдом Кушнером створили 90-хвилинний анімаційний фільм Animalympics для висвітлення Олімпійських ігор 1980 року на NBC. Після цього вони зосередилися на розробці фільму Трон для компанії Walt Disney. Фільм вийшов у 1982 році й згодом став культовою класикою.
Фільм Лісбергера Hot Pursuit (1987) відзначився тим, що в ньому з'явилася одна з перших розмовних ролей Бена Стіллера.
У 1989 році він зняв стрічку Slipstream, але фільм зазнав критичного й комерційного провалу.
У 1990-х і 2000-х роках Лісбергер переважно займався написанням сценаріїв, декілька з яких були придбані різними студіями.
У 2007 році було оголошено, що він разом із Джесікою Чобот працює над проєктом Soul Code, але цей фільм так і не був створений.
Протягом багатьох років Лісбергер намагався переконати Disney розробити сиквел Трону, але проєкт неодноразово застрягав на етапі розробки. Зрештою, Disney схвалила Трон: Спадок, який вийшов у 2010 році, де Лісбергер виступив продюсером. Фільм мав успіх у прокаті, а згодом вийшов і телевізійний серіал Трон: Повстання.

## Фільмографія
| Year | Film           | Режисер | Сценарист | Продюсер  |
| ---- | -------------- | ------- | --------- | --------- |
| 1973 | Cosmic Cartoon | Так     | Ні        | Ні        |
| 1980 | Animalympics   | Так     | Так       | Так       |
| 1982 | Трон           | Так     | Так       | Ні        |
| 1987 | Hot Pursuit    | Так     | Так       | Ні        |
| 1989 | Slipstream     | Так     | Ні        | Ні        |
| 2010 | Трон: Спадок   | Ні      | Ні        | Так       |
| 2020 | Prop Culture   | Ні      | Ні        | Ні        |
| 2025 | Трон: Арес     | Ні      | Ні        | Executive |

1. 1 2 3 4  Чеська національна авторитетна база даних
2. ↑  Lisberger, Steven (Steve) // Who's Who in Animated Cartoon: An International Guide to Film and Television's Award-Winning and Legendary Animators — NY: Hal Leonard LLC, 2006. — ISBN 978-1-55783-671-7
3. ↑  Bibliothèque nationale de France BNF: платформа відкритих даних — 2011.